# La finta parigina
La finta parigina è una commedia per musica in tre atti del compositore Domenico Cimarosa su libretto di Francesco Cerlone.
Fu rappresentata per la prima volta durante la stagione del carnevale del 1773 al Teatro Nuovo di Napoli e fu molto applaudita dal pubblico partenopeo.
L'autografo dell'opera è giunto sino a noi quasi totalmente integro, se non che vi manca la sinfonia introduttiva.
La commedia fu composta da un Cimarosa ventitreenne, ormai giunto alla sua seconda esperienza nell'ambito teatrale. Come in molti suoi lavori successivi l'elemento melodico delle varie arie, duetti, ecc. È condotto a un notevole livello qualitativo; sono inoltre presenti altri caratteri tipici dei lavori di Cimarosa e di altri compositori napoletani suoi coevi: melodie scorrevoli, graziose, energiche, talvolta di tendenza leggermente popolare, come ad es. l'assolo in cui si sbizzarrisce Don Flaminio accompagnato dal mandolino in ritmo di tarantella, la seguente canzone napoletana di Preziosa, in uno stile che sta tra la barcarola e la tarantella e un'altra canzone di Cardillo (sempre con andamento di tarantella, ossia 6/8, ma un po' meno folkloristica della precedente). L'azione è spiegata in lunghi recitavi. Altri brani di un certo rilievo sono la seconda aria di Don Flaminio e la cavatina di Don Martino; nel secondo atto spiccano invece l'aria in dialetto napoletano di Rosalina in 3/4, il quartetto di due bassi e due soprani, la successiva aria di Preziosa e il brioso e vivace finale.

## Struttura dell'opera
La vicenda dell'opera ha luogo nei pressi di Aversa.
- Atto I
  - Introduzione: L'asprinia d'Aversa (Cardillo)
  - Aria: Spunta l'alba e spunta il sole (Flaminio)
  - Scena: Cocchiere, si vuò alleggiare... (Cardillo)
  - Recitativo: Ora, state a sentire (Cardillo)
  - Recitativo: Vì che faccia ch'a fatta! (Cardillo)
  - Aria: Dio ve pozza scanzare (Preziosa)
  - Recitativo: Mme ne faje tacche e chiuove (Cardillo)
  - Aria: Songo d'Aversa le mozzarellare (Cardillo)
  - Recitatvo: Ah! Birbo malandrino! (Limpiella)
  - Aria: Non turbar quei vaghi rai (Flaminio)
  - Recitativo: Cardillo mio, pietà (Limpiella)
  - Recitativo: Frato mio, sient'a mme (Flaminio)
  - Aria: Son bravo, son fortte (Malacarne)
  - Duetto: Ah! Son morta! (Armida)
  - Recitativo: Questo è Mezzotto, è ver (Armida)
  - Aria: Cara sposa, al primo lampo (Martino)
  - Recitativo: Ben venga il mio Martin (Armida)
  - Aria: Se sposare tu mi vuoi (Armida)
  - Recitativo: O benedett'alma mia... (Martino)
  - Recitativo: Ah! Sta mozzarellara (Cardillo)
  - Aria: Si lassare mme vulesse (Preziosa)
  - Recitativo: Oste diavol... e dove stai? (Le Blò)
  - Aria: Po' dice ca sferro (Cardillo)
  - Recitativo: Uh! Sò chiamata, Monsù (Preziosa)
  - Aria: Se sapessi qual bellezza (Le Blò)
  - Recitativo: Bon Prode, Rosoli (Preziosa)
  - Aria: Figliulelle semplicelle (Rosolina)
  - Recitativo: Qui si sta meglio assai (Armida)
  - Aria:Giacché tanto sei squasosa (Martino)
  - Recitativo: Dove andate? (Le Blò)
  - Recitativo: Perdonate, o signori... (Flaminio)
  - Aria: Mon scer mossiù sciarman (Limpiella)
  - Recitativo: Misera me, che fu? (Armida)
  - Finale primo: No, non esquo, gioia mia (Martino)
- Atto II
  - Recitativo: Cardillo, aiutami (Martino)
  - Recitativo: Né, Signò? (Rosolina)
  - Aria: Sò nnocentella, songo fedele (Rosolina)
  - Recitativo: Infido a me! Perfida donna! (Flaminio)
  - Aria: Sò ladro, sò birbo (Cardillo)
  - Recitativo: Zitto... co' nu biglietto (Limpiella)
  - Quartetto: Risponno... risponno (Martino)
  - Recitativo: Che ti pare ah! (Armida)
  - Aria: Non lacrimar, perdonami (Armida)
  - Recitativo: Manneggia, sta Preziosa (Cardillo)
  - Recitativo: Non fuggirmi, spietata (Flaminio)
  - Aria: Superba! Spietata (Flaminio)
  - Recitativo: Donn'Armida, che fu? (Le Blò)
  - Aria: Cadrà tra poco in cenere (Le Blò)
  - Recitativo: Ah Cardì? (Limpiella)
  - Aria: Già sostenuto e tiseco (Limpiella)
  - Recitativo:  Ch'è stato? (Preziosa)
  - Aria: Na nenna pietosa (Preziosa)
  - Recitativo: Oh! Donn'Olimpia mia (Martino)
  - Aria: Deh! Per pietà, diciteme (Martino)
  - Recitativo: Oh! Donn'Armida mia (Martino)
  - Scena: Paventami, ingrato (Armida)
  - Seguito: Signò, ch'è stato? (Cardillo)
  - Finale secondo: Che silenzio! (Martino)
- Atto III
  - Recitativo: Dioppo tanta dispette (Cardillo)
  - Aria: Giovanotti, che tremmate (Preziosa)
  - Recitativo: Eccote 'o barone (Cardillo)
  - Recitativo: Dopo fiera tempesta (Flaminio)
  - Aria: No, non più lacrime (Flaminio)
  - Recitativo: Baron? (Armida)
  - Aria: Fui finor qual pastorella (Armida)
  - Recitativo: Uff! M'ha rotte ll'ova toste (Martino)
  - Duetto: Mio mante l'aggio ditto (Cardillo)
  - Recitativo: Tu, dunque, sai anduvinare? (Martino)
  - Aria: Na certa donn'Olimpia (Limpiella)
  - Recitativo: Strologa bella mia (Martino)
  - Duetto: Né? Sto certo ca tu sì? (Martino)
  - Recitativo: Tutto alfin è palese (Flaminio)
  - Finale: Sempre in pace (Tutti)

## Organico
- 2 oboi
- Tromba in si
- Archi e basso continuo